# Volksgrenadier

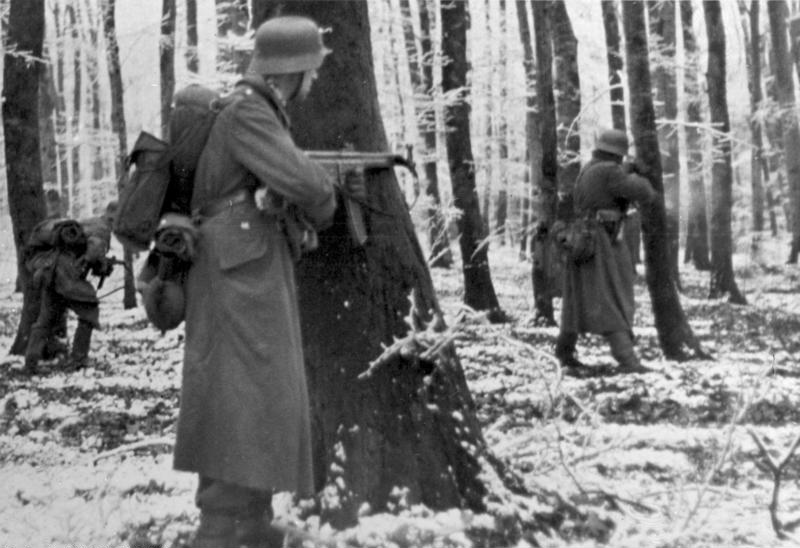
Volkssgrenadiers, equipados con sus StG 44, luchando en las Ardenas

Volksgrenadier fue el nombre dado a un tipo de división del Ejército alemán formada en el otoño de 1944 a consecuencia de la doble derrota del Grupo de Ejércitos Centro ante el Ejército Soviético en la Operación Bagration, incluyendo el enfrentamiento del 5.º Ejército Panzer ante los Aliados en Normandía. El nombre en sí estaba destinado a construir moral, apelando al nacionalismo alemán (Volk) y las tradiciones militares más antiguas de Alemania (Grenadier). Alemania formó 78 VGD durante la guerra. Las divisiones Volksgrenadier eran formaciones militares profesionales con armas y equipos efectivos, a diferencia de la milicia Volkssturm con quienes no tienen relación alguna.

## Historia y Organización
La emergencia estratégica y la escasez de mano de obra coordinada resultantes de las pérdidas a mediados de 1944 requirieron la creación de divisiones de infantería que economizaran personal y enfatizaran la fuerza defensiva sobre la fuerza ofensiva. Las divisiones Volksgrenadier satisfacían esta necesidad utilizando solo seis batallones de línea en lugar de los nueve normales para divisiones de infantería, ya una realidad común para muchas divisiones existentes. Las unidades también tenían una mayor proporción de subfusiles y armas ligeras automáticas y, por lo tanto, dependían más de la potencia de fuego de corto alcance que en las unidades de infantería del ejército alemán estándar. Armas automáticas como el nuevo Sturmgewehr 44 y armas antitanques como el lanzacohetes de un solo disparo panzerfaust, también fueron utilizados por las unidades Volksgrenadier .
Se organizaron alrededor de pequeños cuadros de soldados veteranos endurecidos, suboficiales y oficiales, y luego se agruparon con cualquier cosa que el Ejército de Reemplazo pudiera suministrar: personal "desempleado" de las menguantes Kriegsmarine y Luftwaffe, soldados heridos de formaciones rotas que regresaron al servicio después de estar en los hospitales,hombres que habrían sido considerados demasiado viejos o no aptos para el ejército en tiempo de paz y los adolescentes (mayoritariamente de las Juventudes Hitlerianas) fueron reclutados en las filas.

## Batallas
Las divisiones de Volksgrenadier participaron en la Batalla de las Ardenas, la defensa de la Línea Sigfrido y el Frente Oriental, y en las batallas finales en Alemania  (como la batalla de Berlín). Algunas divisiones se defendieron muy bien y lucharon tenazmente, mientras que otras se lanzaron a la batalla con un mínimo de entrenamiento y, por lo tanto, tuvieron un desempeño muy pobre. Varias divisiones del Volksgrenadier, especialmente aquellas compuestas de "despempelados" de la Wehrmacht y personal de Kriegsmarine y Luftwaffe, a menudo mostraron una gran motivación y moral que dio como resultado una buena cohesión y eficacia militar contra las fuerzas aliadas en los últimos ocho meses (aproximadamente, desde octubre de 1944 hasta mayo de 1945) de la guerra en Europa.
- Datos: Q708084